# Montfroc
Montfroc is een gemeente in het Franse departement Drôme (regio Auvergne-Rhône-Alpes) en telt 81 inwoners (2009). De plaats maakt deel uit van het arrondissement Nyons.

## Geografie
De oppervlakte van Montfroc bedraagt 14,2 km², de bevolkingsdichtheid is dus 5,7 inwoners per km².

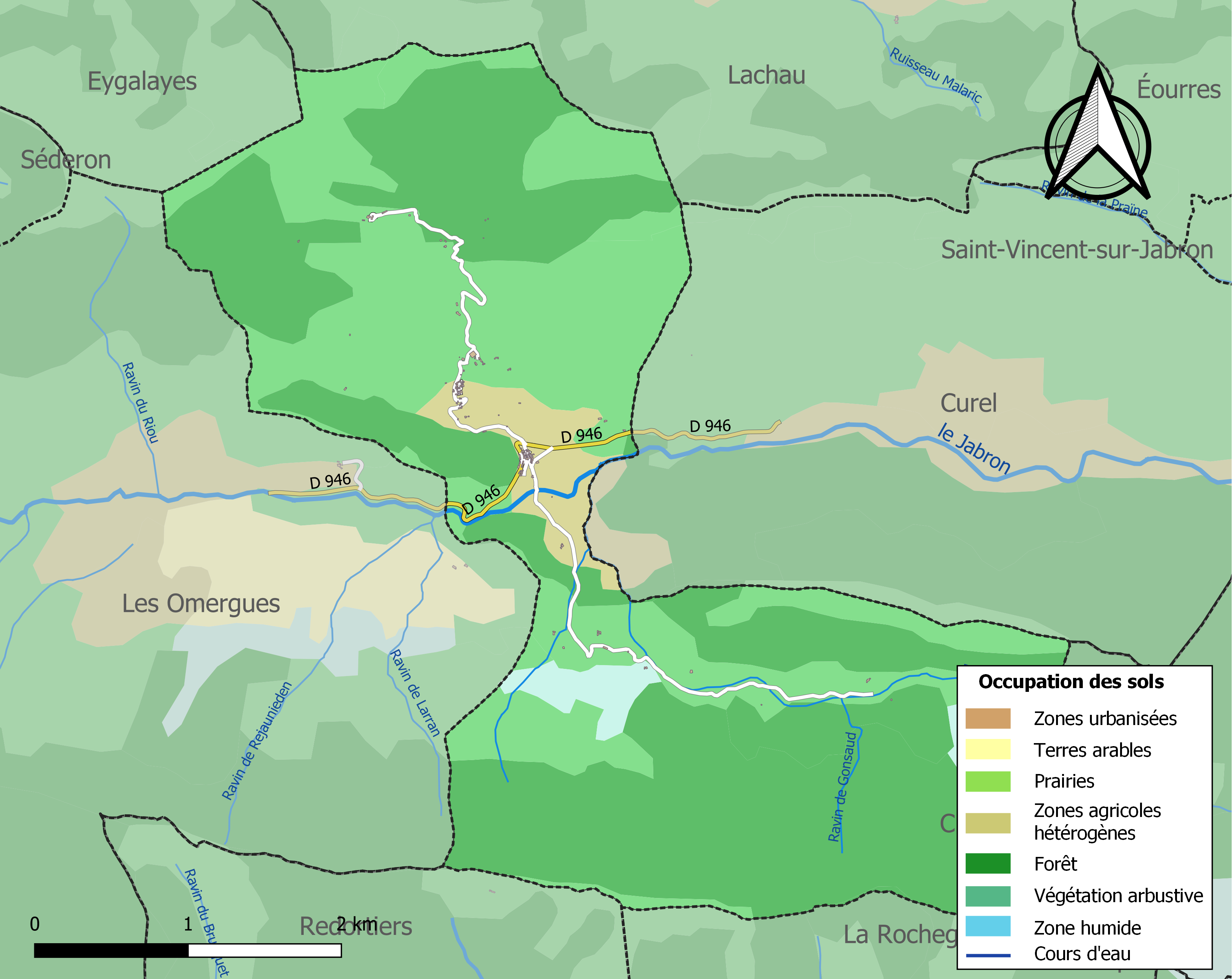
Kaart van de gemeente met belangrijkste infrastructuur, bodemgebruik en omliggende gemeenten

## Demografie
Onderstaande figuur toont het verloop van het inwonertal (bron: INSEE-tellingen).